# Philippe J. Sansonetti
Philippe J. Sansonetti, MS, MD (París , Francia , 9 de abril de 1949 es microbiólogo y profesor en el Instituto Pasteur (Institut Pasteur) y en el Colegio de Francia (Collège de France) en París. Es también director de la Unidad Inserm 786 (Colonización microbiana e invasión de la mucosa) e investigador principal de la Unidad de Patogénesis Molecular Microbiana (Unité de Pathogénie Microbienne Moléculaire) del Instituto Pasteur.

## Educación
Sansonetti completó los cursos en microbiología y virología general e inmunología del Instituto Pasteur y recibió su Grado de Maestría en bioquímica y microbiología de la Universidad de París (Université Paris VII) en 1978. En 1979 se recibió de médico de la Universidad Pierre y Marie Curie, Universidad de París VI (Université Pierre et Marie Curie, Université Paris VI). Después de 4 años como becario de investigación en la Unidad de Bacteriología Médica (Unité de Bactériologie Médicale) encabezada por Leon Le Minor se trasladó como estudiante de posdoctorado al Departamento de Enfermedades Entéricas (Department of Enteric Diseases) del Instituto de Investigación del Ejército Estadounidense Walter Reed (Walter Reed Army Institut of Research). En 1981 regresó al Departamento de Enterobacterias (Unité des Entérobactéries) del Instituto Pasteur como investigador principal antes de crear y encabezar la Unidad de Patogénesis Molecular Microbiana en 1989. Practicó medicina desde su regreso a Francia en 1981. En 1985 fue nombrado director de la Clínica Ambulatoria, ejerciendo dicha función durante diez años antes de ser nombrado director médico del hospital del Instituto Pasteur (1995-1999 y 2004-2007). Fue también catedrático del Departamento de Bacteriología y Micología (1989-1992) y del Departamento de Biología Celular e Infección (2002-2006) del Instituto Pasteur. 
El Dr. Sansonetti ha ocupado varios puestos científicos de administración en INSERM (Instituto Nacional Francés de la Salud y la Investigación Médica) así como en la Organización Mundial de la Salud donde presidió el Comité de Dirección del Desarrollo de Vacunas contra las Enfermedades de Diarreas.

## Contribución científica y honores
La investigación realizada por Philippe Sansonetti está principalmente enfocada al entendimiento de varios aspectos de la patogénesis de la bacteria Shigella, agente biológico patógeno que causa diarrea severa. Su trabajo abarca varias disciplinas en biología y medicina que incluyen genética molecular, biología celular, inmunología y desarrollo de vacunas contra la disentería. En particular, el laboratorio de Sansonetti ha demostrado que la patogénesis de Shigella es portada en el plásmido de virulencia que contiene una isla de patogenicidad que codifica un Sistema de Secreción de Tipo III (Type III Secretion System) requerido para la invasión de las células epiteliales; ha caracterizado los mecanismos moleculares que resultan en dicha invasión y la movilidad intracelular; ha demostrado que Shigella induce apoptosis en los macrófagos y que la presencia de bacterias intracelulares es detectada por las proteínas Nod, que lleva a la producción de citoquinas proinflamatorias y mediadores proinflamatorios; y ha identificado un acervo de efectores de Shigella que controlan tanto las respuestas del sistema inmune innato como las del sistema inmune adaptativo. Philippe Sansonetti también contribuye activamente al desarrollo de candidatos a vacuna contra los Shigellae que con mayor frecuencia causan disentería en los países subdesarrollados.
Sansonetti es autor de más de trescientas publicaciones en revistas arbitradas y ha servido por muchos años en la capacidad de editor de varias publicaciones profesionales. Es considerado uno de los fundadores del campo de la microbiología celular y ha lanzado una publicación científica epónima dedicada a este nuevo campo (Cellular Microbiology). Sus logros en la ciencia han sido reconocidos con numerosos galardones, en los cuales incluyen:
- el premio Jacques Monod por la excelencia en biología molecular
- el premio Louis Jeantet de medicina
- el premio Robert Koch
- la medalla André Lwoff de la Federación Europea de Sociedades de Microbiología
- el premio Abarca Prize 2022 por sus investigaciones en torno a la shigelosis o disentería bacilar. [1]

Philippe Sansonetti fue nombrado caballero de la Legión de Honor (Legion d’honneur) y oficial de la Orden Nacional de Mérito (Ordre National du Mérite), elegido miembro de la Organización Europea de Biología Molecular (EMBO), de la Academia Francesa de las Ciencias, del “Deutsche Akademie der Natursforscher Leopoldina, de la Associación Americana para el Avance de la Ciencia (American Asociation for the Advancement of Science), y socio correspondiente de la Academia Francesa de Medicina (L'Académie Nationale de Médecine). Es también investigador del Instituto Médico Howard Hughes (Howard Hughes Medical Institute). Desde 2008 es profesor en el Colegio de Francia y ha sido nombrado cátedratico del Departamento de Microbiología y Enfermedades Infecciosas.